# پاپ گریگوری هفتم
پاپ گریگوری هفتم (به لاتین: Gregorius VII) یکی از تأثیرگذارترین پاپ‌های قرون وسطای میانه بود. وی در حدود سال ۱۰۱۵ میلادی در شهر کوچک سُوانا در حومه‌ی گروستو و در ناحیه‌ی توسکانی به دنیا آمد و بر او نام هیلدبراندِ اسوانا (به ایتالیایی: Ildebrando da Soana) نهادند. گریگوری هفتم از ۲۲ آوریل ۱۰۷۳ میلادی تا زمان مرگش در سال  ۱۰۸۵ میلادی پاپ بود. او یکی از پاپ‌های قدیس کلیسای کاتولیک محسوب می‌شود که حدود پانصد سال پس از مرگش توسط پاپ گریگوری سیزدهم به درجه‌ی قداست نائل‌آمد.
گریگوری هفتم از آن جهت در تاریخ کلیسای کاتولیک اهمیّتی ویژه دارد که از نظریه‌پردازان و مجریان اصلی اصلاحات دینی قرن یازدهم بوده‌‌است. تأثیر او بر جریان این اصلاحان تا حدّی‌ست که این اصلاحات با عنوان اصلاحات گریگورین شناخته می‌شوند. وی در ۱۰۷۴م. قانون تجرد کشیشان کلیسای کاتولیک را وضع کرد که تا به امروز پابرجاست.

## پیشینه
هیلدبران با نام گریگور هفتم، در میانه ۱۰۸۵–۱۰۷۳م رهبر کلیسای رم گشت؛ باور وی این بود که: کلیسای رم را پروردگار خود بنیان گذارده است؛ این حوزه روحانی نه در گذشته خطایی کرده و نه در آینده خطایی خواهد نمود. کلیسا، اختیاردار مسیحیت است؛ این اختیارداری مطلق است؛ کسی نمی‌تواند پاپ برگمارد یا برکنار کند یا وی را به دادرسی بکشاند؛ حق تکفیر و برکناری شهریاران هم با اوست؛
گریگور در آغاز کارش، می‌پذیرفت که فرمانروایان (شهریاران) نیز برگزیده پروردگارند؛ همچنین میگفت که شهریار و پاپ چونان دو چشم در یک چهره‌اند؛ ولی آنگاه که میدان برای تاختن بازشد، در نگرش خویش
بازنگری‌هایی نمود و آورد که: در آسمان قدرت و اقتدار، پاپ چونان خورشید و شهریار به سان ماه است.
بر بنیاد بازنگری‌هایش، در ۱۰۷۵م، فرمان داد: که همه مقامهای کلیسایی فرمانبردار اویند؛ خرید و فروش مقامهای کلیسایی را پادافره میدهد؛ دولتیان از برگماری و برکناری روحانیان دست بردارند؛ امپراتور هانری چهارم، زیربار این فرمانها نرفت و در واکنش به گرگوار نوشت: از جایگاه خود «فرودآ، فرودآ» گریگور در پاسخ از شیوه و ابزاری دینی بهره گرفت و در نمازخانه سنژان دولاتران [در رم] روی به پتروس قدیس [سالمرگ شاید ۶۷ میلادی] نالید که: ای پتروس سعید و پیشوای حواریون! خداوند، بنا به التماس تو، رتق و فتق امور دو دنیا را به من واگذاشته تا به نام تو انجام دهم و به خاطر حفظ آبرو و صیانت کلیسای تو، من به نام خداوند قادر متعال، اب و ابن و روح القدس و به استناد قدرت و شأن تو، پادشاهی را که با این کبر و تندخویی احترام کلیسای تو را نگاه نداشته‌است ممنوع می‌دارم که بر آلمان و ایتالیا حکومت‌کند...»
این فرمان پاپ، هانری را در تنگنایی گذاشت، به ویژه که دشمنانش هم از این فرمان شرزه شده به رویارویی با وی ایستادند؛ هانری چاره را در آن دید که به دامن خود پاپ دست آویزد؛ این ره‌چارهٔ زیرکانه با همه
کوچک سازیهایش کارساز افتاد؛ هانری از کوه‌های آلپ سرازیر شد تا به نزد پاپ بشتابد؛ پاپ هم‌راهی آلمان گشت؛ در میانه راه، پاپ که از نزدیک شدنِ هانری آگاهی یافت، ترس و دوراندیشی برآنش داشت که در دژگاه کانوسا در رشته‌کوه آپنِن پناه گیرد؛ هانری هم خود را به آنجا رساند و در ۲۵ ژانویه ۱۰۷۷ م جامه توبه پوشید و درخواست دیدار با پاپ نمود؛ هانری سه روز پی در پی از بامداد تا نیمروز، در برف و سرما، بی‌کلاه، برهنه‌پا و اشک‌ریزان، بر درگاه دژ می‌ماند؛ روز سوم پاپ زیر فشار درخواست‌ها و سرزنش‌های همراهان، هانری را پذیرفت و وی را بخشود؛ هانری از تنگنا به در آمد، و در بازگشت به آلمان، دشمنان را سرکوب نمود و یاران را گردآورد؛ پاپ دچار دهشت شد و از نو، او را تکفیر و تحریم کرد، ولی فرایندها، به زیان پاپ، دیر شده‌بود؛ هانری با رزم آوران خویش به سوی رم شتافت و نیروهای پاپ را که بیشتر از نورمن‌های سیسیل بودند در هم کوبید؛ نورمن‌ها – یاران پاپ- به هنگام واپس‌نشینی و گریز، از ویران سازی و یغمای رم دریغ ننمودند؛ پاپ را هم با خود بردند- خواه با هدف پاسداری از او و خواه به عنوان گروگان داشتن او: گریگوری خوش فرجام نبود؛ و در گریزگاه یا تبعیدگاهش در ۱۰۸۵ م درگذشت.